# Фундаментальна астрономія

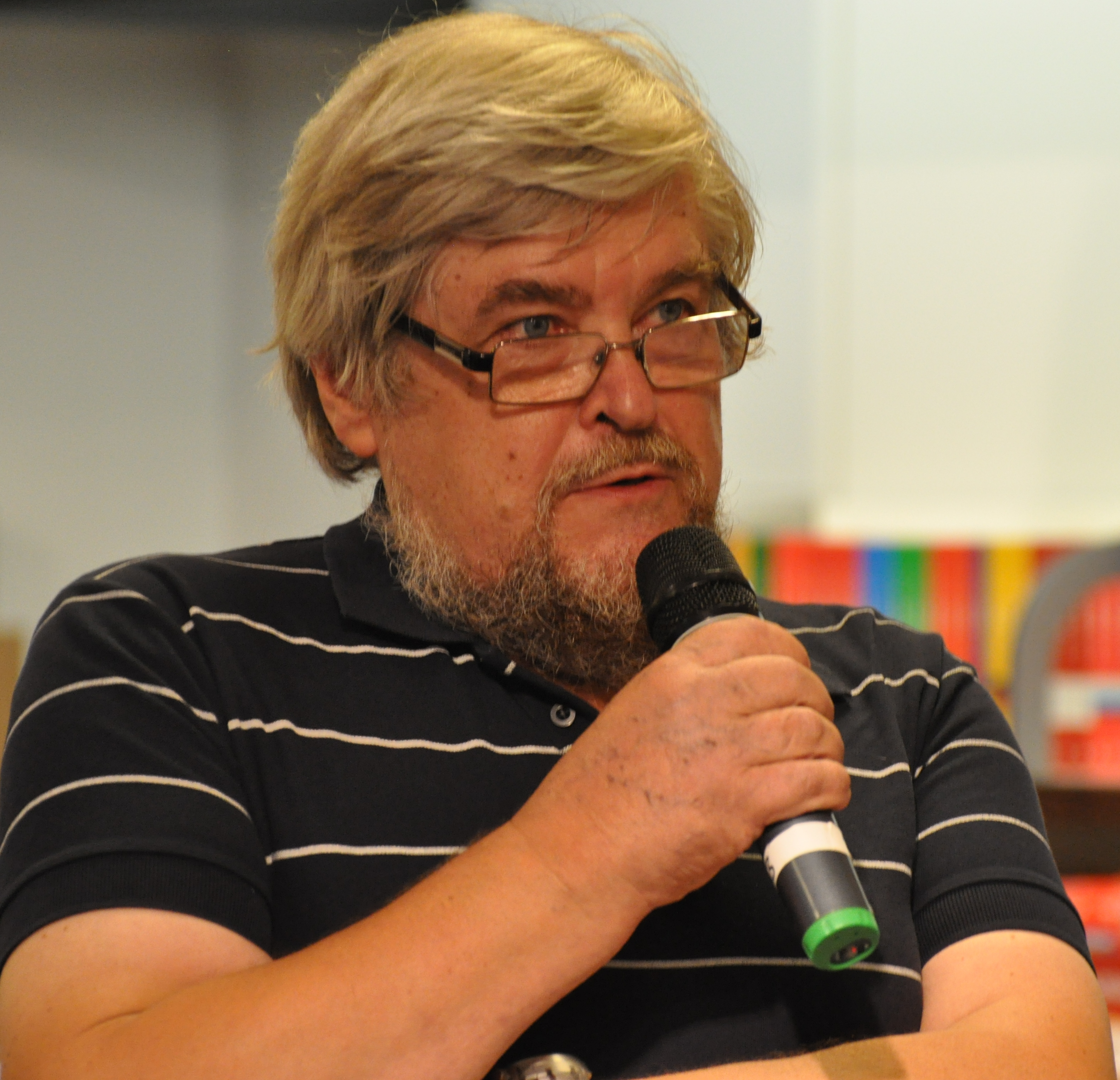
Ханну Картунен, перший автор «Фундаментальної астрономії»

«Фундаментальна астрономія» (англ. Fundamental Astronomy) — підручник з астрономії, який вийшов кількома виданнями у 1984—2017 роках. Його уклали фінські автори Ханну Картунен з Університету Турку, Пекка Крегер і Хейккі Оя з Гельсінського університету, Маркку Поутанен з Фінського геодезичного інституту і Карл Йохан Доннер з Гельсінського університету. Книга детально розглядає Сонячну систему, Чумацький Шлях, галактики та космологію. Вона орієнтована на студентів і аспірантів, які вивчають астрономію.

## Видання
Перше видання було опубліковано фінською мовою 1984 року у гельсінському видавництві Ursa, а пізніше перевидане англійською у видавництві Springer. Книгу перевидавали у 1987, 1994, 1996, 2003, 2007 роках. Шосте видання вийшло у 2017 році. Книга містить 548 сторінок і проілюстрована понад 419 зображеннями, у тому числі 34 кольоровими пластинами.

## Направленість підручника
Цей підручник, орієнтований на студентів-природничників і аспірантів-початківців, які тільки починають навчання й потребують широкого огляду астрономії. Він охоплює всю сучасну астрономію. Наголошуючи як на астрономічних концепціях, так і на фізичних принципах, що лежать в їх основі, текст дає базові знання для подальших досліджень астрономічних наук.